# Yuria Obara
Yuria Obara (小原 由梨愛 Obara Yuria?,  nacida el 4 de septiembre de 1990 en Aomori) es una futbolista japonesa que jugaba como defensa.
En 2014, Obara jugó 1 veces para la selección femenina de fútbol de Japón. Obara fue elegida para integrar la selección nacional de Japón para los Copa Asiática femenina de la AFC de 2014.

## Trayectoria

### Clubes
| Club            | País  | Año    |
| --------------- | ----- | ------ |
| Albirex Niigata | Japón | 2009 - |

### Selección nacional
| Selección | País  | Año  |
| --------- | ----- | ---- |
| Absoluta  | Japón | 2014 |

## Estadística de equipo nacional
| Selección femenina de fútbol de Japón | Selección femenina de fútbol de Japón | Selección femenina de fútbol de Japón |
| Año                                   | Partidos                              | Goles                                 |
| ------------------------------------- | ------------------------------------- | ------------------------------------- |
| 2014                                  | 1                                     | 0                                     |
| Total                                 | 1                                     | 0                                     |